# Synagoga v Chotěboři
Synagoga v Chotěboři nebyla nikdy jako židovská svatyně dostavěna. V letech 1910–1912 byla přestavována, načež byla roku 1912 prodána a dostavěna k obytným účelům.
Na jejím místě v Herrmannově ulici v Chotěboři dnes stojí tzv. dům s věžičkou s č.p. 614. 
V obci se také nachází židovský hřbitov a modlitebna.
Chotěbořská židovská komunita přestala existovat v roce 1940.